# استان رومونگه
استان رومونگه (به لاتین: Rumonge Province) یک منطقهٔ مسکونی در بوروندی است که در بوروندی واقع شده‌است. استان رومونگه ۱٬۰۷۹٫۷۲ کیلومتر مربع مساحت و ۳۵۲٬۰۲۶ نفر جمعیت دارد.